# Jeunesses patriotes
Als Jeunesses patriotes (sinngemäß etwa: Vaterländische Jugendliche) bezeichnete sich eine französische politische Organisation, die am 18. Dezember 1924 von dem rechtsradikalen Abgeordneten und Unternehmer Pierre Taittinger gegründet wurde.
Der unmittelbare Anlass für die Formierung der Jeunesses patriotes war der Wahlsieg des Cartel des gauches im Mai 1924. Der Verband schloss organisatorisch und ideologisch in gewisser Weise an die 1882 gebildete Ligue des Patriotes Paul Déroulèdes an (als deren Jugendorganisation er anfänglich konzipiert war) und gilt – zusammen mit der kleineren, 1925 gegründeten und eher als Partei auftretenden Gruppe Le Faisceau – als wichtiges historisches Scharnier zwischen dem älteren katholisch-monarchistischen Rechtsradikalismus der Action française und faschistischen Gruppen wie den Croix-de-Feu, die in der zweiten Hälfte der 20er Jahre in großer Zahl entstanden. Die initiale politische Disposition der Organisation unterschied sich vom „Monarchofaschismus“ der Action française vor allem durch eine stillschweigende, zum Teil auch offen erklärte Akzeptanz der republikanischen Staatsform.
Im militarisiert-hierarchischen Habitus, uniformierten Auftreten und auf Straßenterror gegen die sozialistische und kommunistische Linke ausgerichteten Agieren ähnelten die Jeunesses patriotes stark den italienischen Fasci di combattimento, von denen sie auch den „Römischen Gruß“ übernahmen. Mit ihrer äußeren Erscheinung – blaue Regenjacke und Baskenmütze (béret) – etablierten sie ein Muster, das von rechtsextremen Gruppen in Frankreich in den folgenden zwei Jahrzehnten wiederholt adaptiert wurde (bis hin zur Milice française). Die Organisation soll 1929 fast 300.000, 1934 90.000 und 1935 noch 60.000 Mitglieder gehabt haben. Die aktivistische Basis setzte sich weitgehend aus lycéens und Studenten zusammen, während die Führungsfiguren fast durchgehend aus dem etablierten großbürgerlichen bzw. aristokratischen Milieu sowie aus dem Militär (zwei ehemalige Majore, ein Oberst, ein General und ein Admiral) kamen und oft schon einige Zeit in monarchistischen und/oder katholischen Organisationen wie den Camelots du roi zugebracht hatten. Anders als die exklusiv katholische Action française akzeptierten die Jeunesses patriotes allerdings auch Protestanten als Mitglieder.

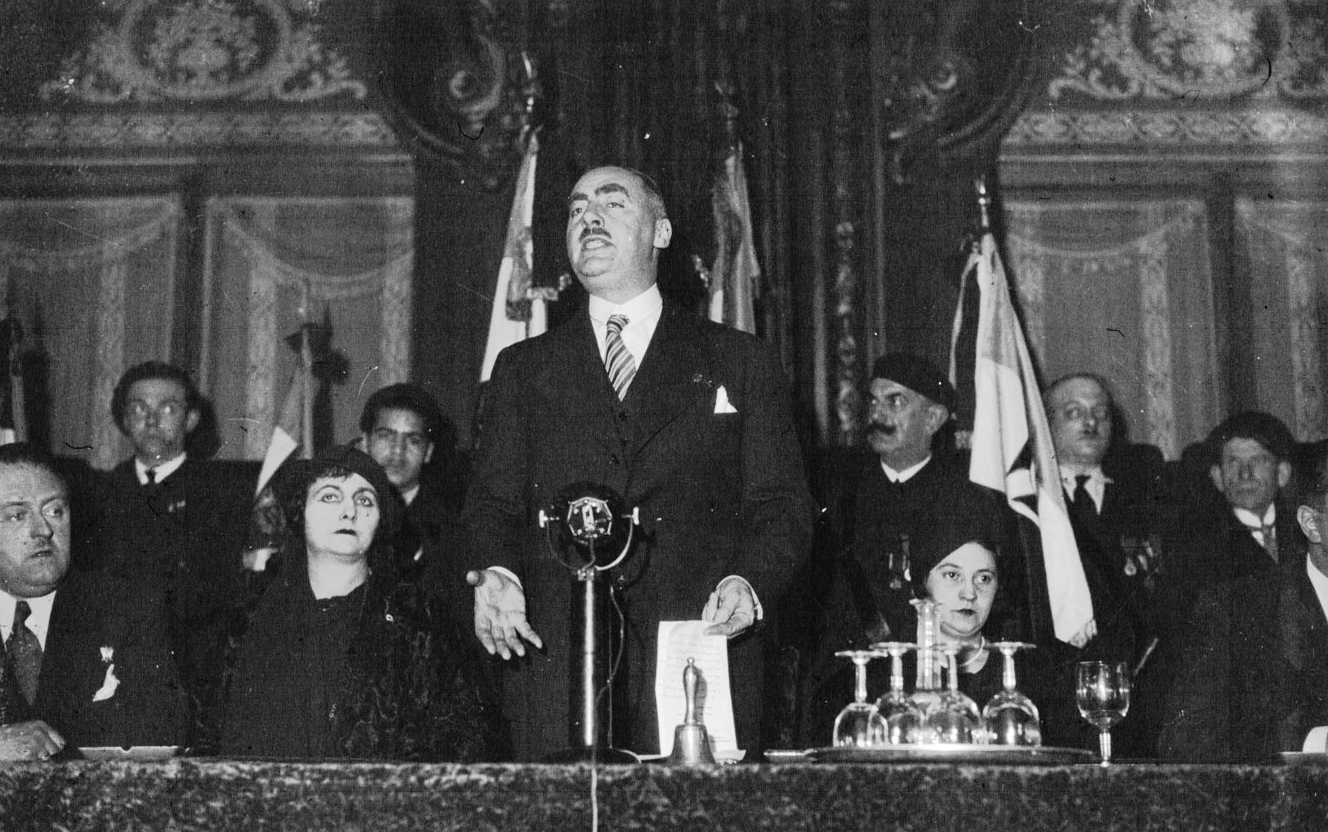
Gründer Pierre Taittinger bei einer Rede im Jahre 1936

Sichtbar aktiv war die Organisation vor allem von 1924 bis 1926 – als sie unter anderem den „Saalschutz“ bei Veranstaltungen Paul Reynauds und Alexandre Millerands übernahm – und von 1932 bis 1934. Bei den Unruhen vom 6. Februar 1934 spielten sie eine zentrale Rolle. Im Juni 1936 wurden die Jeunesses patriotes von der Volksfrontregierung verboten, hatten aber unter wechselnden Bezeichnungen noch bis 1944 Bestand. Von den 24 führenden Funktionären des Jahres 1938 nahmen 15 ab 1940 Spitzenpositionen im Apparat des Vichy-Regimes ein.